# HE 1327-2326
HE1327-2326 ist ein Kohlenstoffstern im Sternbild Wasserschlange. Er war bis zur Entdeckung von SMSS J031300.36-670839.3 im Jahre 2014 der Stern mit dem geringsten bekannten Eisenanteil. HE1327-2326 wurde 2005 von der Astronomin Anna Frebel und ihrem Team im Rahmen der Hamburg/ESO-Durchmusterung für metallarme Sterne am Siding-Spring-Observatorium entdeckt.
HE1327-2326 gehört zur  2. Population und ist zu einer Zeit entstanden, als das Universum noch viel weniger Metalle (hier: Elemente außer Wasserstoff und Helium) enthielt als heute.
Seine Metallizität beträgt −5,6. Damit beträgt sein Eisenanteil nur 1/400.000 von dem der Sonne. Sein Kohlenstoffanteil beträgt ca. 10 % von dem der Sonne.
2019 konnten Frebel und Kollegen auch einen relativ hohen Zinkanteil in Höhe von rund 80 Prozent des Eisenanteils nachweisen. Das lieferte Hinweise auf die erste Generation der Sterne (Population III), die nach Supernova-Modellrechnungen nur einen so hohen Zinkanteil aufweisen konnten, wenn die Supernova sehr asymmetrisch verlief mit Jets, die schwere Elemente bis in umgebende Galaxien verteilten.